# Zazou
Pour les articles homonymes, voir Zazou (homonymie).
Les zazous sont un courant de mode de la France des années 1940, également présenté comme une contre-culture. Il s'agissait de jeunes gens reconnaissables à leurs vêtements anglais ou américains et affichant leur amour du jazz.

Veste à carreaux tombante, attitude dégingandée, parapluie fermé qu'il pleuve ou qu'il vente.

## Origine du nom  et définition
Le terme de zazou, utilisé la première fois en France en 1938, dans la chanson de Johnny Hess Je suis swing (refrain : « Je suis swing, je suis swing, zazou, zazou, zazou zazou dé ») lequel vient du morceau de jazz Zaz Zuh Zaz enregistré le 2 novembre 1933 (Victor) par Cab Calloway.
La chanson de Johnny Hess est d'ailleurs le plus grand succès de l'année 1940 avec Mademoiselle Swing, chanson d'Irène de Trébert, les deux titres étant interprétés dans le film Mademoiselle Swing, sorti en salle en 1942.
Le Trésor de la langue française informatisé (TLFi) définit le zazou comme un « adolescent manifestant une passion immodérée pour la musique de jazz américaine et qui se faisait remarquer par une tenue vestimentaire excentrique », puis par extension plus tardive, un « personnage un peu farfelu. ».

## Histoire

### Contre-culture en période de guerre
Pendant l'Occupation, les zazous affichent une attitude « je m’en foutiste », insouciante à l'égard des drames de la guerre, et défiante à l'égard des autorités, qu'elles soient allemandes ou françaises.
Ils sont rétrospectivement présentés comme des « esprits libres »  revendiquant une vie artistique active malgré la période de récession due à la guerre et à l'occupation avec goûts culturels en contradiction avec la morale et le gouvernement de l'époque, ce qui permet de présenter le mouvement zazou comme une contre-culture.
Amateurs de jazz, les zazous affichent une américanophilie et une anglophilie qui ne sont pas de mise. Ils s'inspirent des modes vestimentaires américaines, notamment les grands carreaux du zoot suit, avec un sens du mauvais goût étudié. Ils imitent avec provocation l'élégance gourmée, l'accent, les manières des snobs anglais. Malgré les couvre-feux, ils organisent dans le Quartier Latin, dans les caves du Dupont-Latin et du Capoulade, des concours de danse de style swing.
Les garçons portaient leurs cheveux mi-longs, gominés et bouffants sur le dessus de la tête, par opposition aux coiffures militaires que la guerre et les restrictions imposent à presque tous les hommes et les filles se maquillaient à outrance, portaient des jupes courtes (pour l'époque) et relevaient leurs cheveux au-dessus de leur front en haute coque.
Disposant de moyens financiers importants en raison de leur milieu familial, parfois grâce au marché noir[réf. nécessaire], ils aiment les tenues chères et élégantes : pantalons larges, vestons longs et cintrés, chemises à col dur et montant, cravates et chaussures en cuir à grosses semelles. Par provocation, ils portaient des vêtements trop longs à une période où le tissu était rationné. Enfin, pour montrer qu'ils ne veulent rien prendre au sérieux, ils mettaient un point d'honneur à être toujours équipés d'un parapluie qu'ils n'ouvraient jamais.

Étoile jaune « zazou ».

Leurs lieux de prédilection sont pour les étudiants les cafés du Quartier Latin où ils passent leurs soirées à se moquer des questions politiques du moment, le boulevard Saint-Michel, pour les plus âgés la terrasse du Pam-Pam sur les Champs-Élysées, les promenades à bicyclette au bois de Boulogne.
Lorsque les lois raciales des nazis obligèrent les Juifs à porter l'étoile jaune, un certain nombre de zazous, par défi, s'affichèrent avec une étoile jaune marquée Zazou, Swing ou Goy. Ils furent arrêtés et conduits au camp de Drancy avant d'être relâchés.
Cette attitude revendiquant cynisme et insouciance est dénoncée par tous ceux qui veulent mobiliser la jeunesse dans des œuvres utiles, qu'il s'agisse d'aider et de secourir tous ceux qui en ont besoin ou de préparer la revanche contre les Allemands.
Raymond Asso, auteur de chansons pour Édith Piaf, aurait été le premier à utiliser le terme « zazou » dans le journal collaborationniste La Gerbe du 18 décembre 1941.

### L'existentialisme

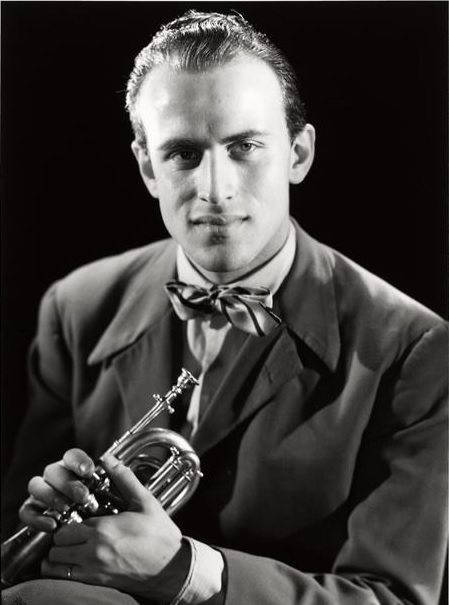
Boris Vian.

Les zazous étaient contemporains de l'existentialisme. Boris Vian avait adopté une attitude assez voisine de celle des zazous qu'il fréquentait parce qu'ils étaient d'abord « très très swing et qu'ils aim[ai]ent le jazz », sans pour autant en être un. Voici la description qu'il faisait de la mode zazou : « Le mâle portait une tignasse frisée et un complet bleu ciel dont la veste lui tombait aux mollets […] la femelle avait aussi une veste dont dépassait d'un millimètre au moins une ample jupe plissée en tarlatane de l'île Maurice. »
Sa première épouse, Michelle Vian, complète cette description dans une interview datant de 2013 : « Les zazous portaient le costume anglais de l’époque, qui rappelle celui qu’ont plus tard porté les mods : la veste longue, les deux poches, un peu évasée, cintrée, le pantalon un peu court, mais pas trop, découvrant des chaussettes de laine blanche, absolument, hélas des chaussures en bois parce qu’il n’y avait rien d’autre ; les filles, des jupes courtes s’arrêtant au genou, en général écossaises, ou alors volantes, des chaussures en bois, compensées, des petits pull-overs, de n’importe quelle couleur, la coiffure en nid de pie avec les cheveux en arrière, ou alors des résilles, et puis le parapluie. Les garçons avaient la toute petite cravate, en nœud d’épingle, et les cheveux en arrière, avec la queue de canard. Voilà pour les zazous. Quand ils avaient de l’argent, ils essayaient de se faire faire des costumes. ».
Albert Camus, dans son roman L'Étranger de 1942, en donne la description suivante : « Un peu plus tard passèrent les jeunes gens du faubourg, cheveux laqués et cravate rouge, le veston très cintré, avec une pochette brodée et des souliers à bouts carrés. » (chap. II)

### Vichy et les zazous
Comme après 1870, la France a réagi au désastre de 1940 par une réforme des institutions existantes et la création de nouvelles modes. Très préoccupé par l’éducation, la fibre morale et la productivité de la jeunesse française, le régime de Vichy, qui avait créé un ministère de la Jeunesse en 1940 a vu les zazous comme une influence rivale et dangereuse sur les jeunes, tandis que les zazous voyaient les chantiers de jeunesse créés en juillet 1940 comme une tentative d’endoctrinement de la jeunesse française.
En 1940, la presse a publié 78 articles anti-zazous, neuf autres en 1941 et 38 en 1943. Les journaux de Vichy qui déploraient la turpitude morale et la décadence qui affectait la morale française selon eux, considéraient les zazous comme des tire-au-flanc égoïstes et judéo-gaullistes.
En 1942, le régime de Vichy s’est rendu compte que la renaissance nationale, qu’il espérait voir réalisée sous sa direction par les jeunes, était sérieusement affectée par le rejet généralisé de son éthique du travail, du désintéressement, de l’austérité et de la masculinité exigés.
Les zazous sont devenus l’ennemi numéro un de l’organisation de la jeunesse fasciste des Jeunesses populaires françaises (JPF), le mouvement de jeunesse du Parti populaire français (PPF). « Scalpez les zazous ! » est devenu leur slogan. Des escouades de jeunes fascistes de la JPF, armés de tondeuses, attaquaient les zazous. Des rafles commencèrent à avoir lieu dans les bars et les zazous se firent tabasser dans les rues. Beaucoup furent arrêtés et envoyés à la campagne pour travailler aux champs.
Les jeunes filles zazous sont à l'opposé du modèle féminin de Vichy : trop fardées, les yeux bleutés, les lèvres rouges, les vieilles fourrures poussiéreuses…
À ce stade, les zazous entrèrent dans la clandestinité, se terrant dans leurs salles de danse et des clubs en sous-sol tandis que la résistance communiste officielle les soupçonnait d’adopter une attitude apathique, voire désinvolte, envers la guerre en général.
Le 21 avril 1944, lors de la réunion de la LVF (Légion des volontaires français contre le bolchevisme) au Vél’ d’Hiv’, Jacques Doriot déclare : « Avoir 20 ans, vivre à l'époque la plus grandiose de l'histoire humaine et faire le « zazou » physiquement, moralement… Quelle décrépitude, quelle déchéance ! ».

## Dans la culture populaire

### Œuvres zazous
- Irène de Trébert, chanson (1940), puis film Mademoiselle swing (1942)
- Andrex, Y a des zazous (1944), auteurs Raymond Vincy et Henri Martinet.

### Ils sont zazous
Ils sont zazous est une chanson de Johnny Hess et Maurice Martelier.
Les cheveux frisottés,

Le col haut de dix-huit pieds

Ah ils sont zazous !

Le doigt comme ça en l’air

Le veston qui traîne par terre

Ah ils sont zazous !

Ils ont des pantalons d’une coupe inouïe

Qui arrivent un peu en haut des genoux

Et qu’il pleuve ou qu’il vente, ils ont un parapluie,

De grosses lunettes noires,

Et puis surtout,

Ils ont l’air dégoûté.

[…]

## Œuvres liées au mouvement zazou

### Dans la littérature
- Zazous, roman de Gérard de Cortanze. Éditions Albin Michel, 2016. Accompagné d'un double CD zazous édité par les éditions EPM ;
- Les Zazous, Éditions Typographies expressives (2009), roman de Robert Massin (sous le nom de Claude Menuet) ;
- Banlieue sud-est, roman de René Fallet : une chronique de la vie des jeunes de l'époque de l'Occupation, entre travail et STO, Résistance et j'm'en-foutisme, marché noir et flirts « poussés » aux conséquences parfois désastreuses en l'absence de contraception[réf. souhaitée] ; dont Boris Vian a écrit : « j'ai été heureux d'y voir pour la première fois décrits et analysés avec sincérité et clairvoyance le cœur et le comportement du zazou de Seine-et-Oise, race curieuse et bien caractéristique[17] ».

### Dans la bande dessinée
- Le Groom vert-de-gris, album de Bande dessinée de la série Une aventure de Spirou et Fantasio par… où Fantasio est un zazou avec trois complices.

### Dans la musique (postérieure au mouvement)
- Chants zazous, album de 1982 par Richard Gotainer.
- In the Night (1986), chanson du groupe Pet Shop Boys, a pour thème les Zazous.
- Zazou, comédie musicale mise en scène par Jérôme Savary.
- Y a des zazous, Brigitte Fontaine en duo avec -M-.
- « Salut à vous tous les zazous », les Bérurier Noir dans la chanson Salut à toi (1985).
- « Le zazou qui zone dans la Z.U.P. naze et qui fout rien », Stupeflip, dans la chanson L'épouvantable épouvantail (2003).

#### Sur l'époque
- La Grande Histoire des Français sous l'occupation
- Vie en France sous l'Occupation allemande
- Paris sous l'Occupation allemande
- Swingjugend, mode comparable en Allemagne nazie

#### Sur la mode musicale
- Swing (musique)
- Andrex
- Boris Vian
- Eddie Barclay
- Johnny Hess
- Swing Kids
- Banlieue sud-est, roman de René Fallet (1947)